# Wolfgang Settekorn
Wolfgang Settekorn (* 28. März 1945 in Heidelberg; † 30. Oktober 2015 in Hamburg) war ein deutscher Linguist und Medienwissenschaftler. Er war Professor an der Universität Hamburg.

## Leben
Settekorn studierte ab 1964 in Heidelberg, Fribourg (Schweiz) und Mannheim Germanistik und Romanistik. Nach dem 1. Staatsexamen promovierte er 1973 mit einer Arbeit zum Thema Semantische Strukturen der Konditionalsätze: Linguistische und logische Untersuchungen (erschienen 1974). 
Von 1971 bis zu seiner Berufung nach Hamburg war er Wissenschaftlicher Assistent am Romanischen Seminar der Universität Mannheim. Hier entstand seine Dissertation in Zusammenarbeit mit H.-P. Ecker, J. Landwehr und J. Walther die Studie Textform Interview: Darstellung und Analyse eines Kommunikationsmodells (Düsseldorf 1977), die auch bei einem breiteren Publikum Aufmerksamkeit erregte. 
1977 wurde er auf eine Professur für Linguistik des Französischen ans damalige Romanische Seminar berufen, die er bis zu seiner Pensionierung (2009) innehatte.
Er wurde zweimal auf Gastprofessuren an der Universität Bordeaux Montaigne und der École des Hautes Études en Sciences Sociales (Paris) berufen.

## Werke
- Ergebnisbericht des Kooperationsprojekts Bilder der PALLAS, Geesthacht : GKSS, 2000,
- Sprachnorm und Sprachnormierung in Frankreich, Tübingen : Niemeyer, 1988
- Semantische Strukturen der Konditionalsätze, Kronberg (Ts.) : Scriptor-Verlag, 1974